# 5월 22일
5월 22일은 그레고리력으로 142번째(윤년일 경우 143번째) 날에 해당한다.

## 사건
- 1455년 - 장미 전쟁: 최초의 전투인 제1차 세인트올번스 전투에서 요크공 리처드가 헨리 6세를 이기고 포로로 잡다.
- 1807년 - 미국의 전 부통령 에런 버가 반역죄로 기소되다.
- 1809년 - 오스트리아의 카를 대공이 아스페른-에슬링 전투에서 나폴레옹의 프랑스군을 격파하다.
- 1882년 - 조선과 미국이 수호 통상 조약을 체결하다.
- 1939년 - 나치 독일과 이탈리아 왕국이 강철 조약을 체결하다.
- 1960년 - 칠레 대지진: 칠레에서 계측 사상 최대 규모인 9.5의 지진이 현지 시각 기준 15시 11분(GMT 19:11)에 발생하다.
- 1964년 - 대한민국, 5월 21일 새벽에 발생한 무장군인 법원 난입 사건에 대해 정일권 국무총리가 국회 본회의에서 애국적 충성으로 규정하다.
- 1967년 - 벨기에에서 이노베이션 백화점 화재로 322명 사망하다.
- 1990년 - 북예멘(예멘 아랍 공화국)과 남예멘(예멘 인민민주공화국)이 통합하여 예멘 공화국이 되다.
- 1992년 - 보스니아 헤르체고비나, 슬로베니아, 크로아티아, 유엔 가입.
- 2017년 - 영국 잉글랜드 맨체스터에 위치한 맨체스터 아레나에서 폭탄 테러가 발생하여 23명이 사망하고 500여 명이 부상을 입다.

## 문화
- 1984년 - 대한민국, 서울 지하철 2호선의 순환선 완전 개통
- 1990년 - 마이크로소프트에서 윈도우 3.0이 출시.
- 2021년 - 대한민국, 서울 지하철 7호선 부평구청역 ~ 석남역 구간이 개통되었다.

## 탄생
- 1599년 - 플랑드르의 화가 안토니 반 다이크. (~1641년)
- 1770년 - 영국의 조지 3세의 3번째 딸 영국 공주 엘리자베스. (~1840년)
- 1813년 - 독일의 작곡가 리하르트 바그너. (~1883년)
- 1859년 - 영국의 추리 소설가, 물리학자, 작가 아서 코난 도일. (~1930년)
- 1866년 - 미국의 작가 찰스 하넬. (~1949년)
- 1872년 - 대한제국과 일제 강점기의 관료, 일제 강점기와 대한민국의 기업인 김갑순. (~1961년)
- 1889년 - 일본의 바둑 기사 세고에 겐사쿠. (~1972년)
- 1902년 - 헝가리의 모더니즘 건축가, 가구 디자이너 마르셀 브로이어. (~1981년)
- 1907년 - 잉글랜드의 배우 로런스 올리비에. (~1989년)
- 1920년 - 소련의 영화배우 니콜라이 그린코. (~1989년)
- 1930년 - 미국의 정치인 하비 밀크. (~1978년)
- 1934년 - 미국의 피아니스트, 팝 지휘자 피터 네로. (~2023년)
- 1937년 - 프랑스의 배우, 가수 기 마르샹. (~2023년)
- 1938년 - 대한민국의 정치인 문동신. (~2023년)
- 1942년 - 유나바머로 유명한 미국의 테러리스트 시어도어 카진스키. (~2023년)
- 1943년 - 서독의 육상 선수 쿠르트 벤틀린.(~2024년)
- 1946년 - 영국의 축구 선수 조지 베스트. (~2005년)
- 1950년 - 영국의 작사가, 가수, 시인 버니 토핀.
- 1951년 - 대한민국의 배우 고두심.
- 1952년
  - 대한민국의 야구 코치, 전 야구 선수 이종도.
  - 대한민국의 기업인 남상국. (~2004년)
- 1953년 - 대한민국의 전 축구 선수, 현 축구 감독 차범근.
- 1957년 - 대한민국의 정치인 이종걸.
- 1960년 - 일본의 영화 감독 안노 히데아키.
- 1961년 - 미국의 배우 앤 큐잭.
- 1963년
  - 대한민국의 기자, 정치인 김의겸.
  - 대한민국의 싱어송라이터 장필순.
- 1964년 - 대한민국의 배우 길해연.
- 1969년 - 일본의 전 축구 선수 오쿠라 사토시.
- 1970년
  - 대한민국의 배우 백현주.
  - 대한민국의 전 배구 선수 장윤희.
  - 영국의 모델 나오미 캠벨.
- 1972년
  - 대한민국의 야구 선수 정경훈.
  - 미국의 작가 맥스 브룩스.
- 1973년 - 대한민국의 성우 이계윤.
- 1974년
  - 대한민국의 야구 선수 양윤기.
  - 대한민국의 가수 이정봉.
  - 미국의 배우 숀 건.
- 1976년 - 대한민국의 뮤지컬 배우 서진호.
- 1978년 - 대한민국의 전 야구 선수 김윤일.
- 1979년
  - 대한민국의 전 배구 선수 이경수.
  - 대한민국의 가수 태원.
- 1980년
  - 대한민국의 축구 선수 정경호.
  - 대한민국의 배우, 모델 차기주.
  - 일본의 전 축구 선수 다카바야시 유키.
- 1981년
  - 대한민국의 전 야구 선수 황이갑.
  - 미국의 프로레슬링 선수 대니얼 브라이언.
- 1982년
  - 대한민국의 뮤지컬 배우 김무열.
  - 미국의 쇼트트랙 선수 아폴로 앤턴 오노.
  - 러시아의 배구 선수 타라스 흐테이.
  - 조선민주주의인민공화국의 축구 선수 홍영조.
- 1983년
  - 대한민국의 요리연구가, 기업인 정재웅.
  - 벨라루스의 권투 선수 빅타르 주예우.
- 1984년
  - 대한민국의 레이싱 모델 이은우.
  - 대한민국의 탁구 선수 이수연.
- 1985년
  - 스위스의 축구 선수 트란퀼로 바르네타.
  - 네덜란드의 야구 선수 릭 밴덴헐크.
- 1986년 - 대한민국의 치어리더 출신의 배우, 방송인 서민서.
- 1987년
  - 칠레의 축구 선수 아르투로 비달.
  - 세르비아의 테니스 선수 노박 조코비치.
  - 대한민국의 축구 선수 권형선.
  - 일본의 성우, 가수 에구치 타쿠야.
- 1988년 - 이탈리아의 축구 선수 일라리아 마우로.
- 1989년
  - 일본의 축구 선수 다카기 슌.
  - 대한민국의 작곡가 손이삭.
- 1990년 - 대한민국의 배우 장기범.
- 1991년
  - 대한민국의 가수 수호. (EXO, EXO-K)
  - 나이지리아의 축구 선수 조엘 오비.
  - 잉글랜드의 축구 선수 카일 바틀리.
  - 브라질의 배우, 가수 소피아 아브라앙.
- 1992년 - 일본의 가수 토쿠나가 치나미.
- 1993년
  - 러시아 태생 바레인의 레슬링 선수 아흐메트 타주디노프.
  - 러시아의 양궁 선수 옐레나 오시포바.
- 1994년 - 대한민국의 야구 선수 이지우.
- 1995년
  - 대한민국의 바둑캐스터 이유민.
  - 대한민국의 리그 오브 레전드 프로게이머 베리타스.
- 1996년
  - 대한민국의 가수 쥬피.
  - 오스트레일리아의 육상 선수 엘리너 패터슨.
- 1997년 - 헝가리의 축구 선수 셜러이 롤런드.
- 1998년 - 대한민국의 가수 Juwon.
- 2000년
  - 대한민국의 가수 양예나 (에이프릴).
  - 일본의 아이돌 오노우에 미즈키.
- 2001년
  - 미국의 배우 주다 루이스.
  - 미국의 유튜버 엠마 체임벌린.
  - 대한민국의 가수 임지민.
  - 네덜란드의 축구 선수 조슈아 지르크제이.
- 2003년 - 대한민국의 래퍼 레이.
- 2004년 - 대한민국의 가수 아민.
- 2006년 - 대한민국의 배우 민예지.

## 사망
- 337년 - 고대 로마의 황제 콘스탄티누스 1세. (272년~)
- 1667년 - 제237대 로마의 교황 교황 알렉산데르 7세. (1599년~)
- 1885년 - 프랑스의 소설가 빅토르 위고. (1802년~)
- 1930년 - 대한민국의 독립운동가 장인환. (1876년~)
- 1954년 - 미국의 야구인 치프 벤더. (1884년~)
- 1967년 - 미국의 시인 랭스턴 휴스. (1902년~)
- 1993년 - 대한민국의 정치인 손승덕. (1920년~)
- 1994년 - 대한민국의 시민운동가 장일순. (1928년~)
- 2006년 - 대한민국의 의학자, WHO 제6대 사무총장 이종욱. (1945년~)
- 2009년 - 대한민국의 영화배우 여운계. (1940년~)
- 2011년 - 대한민국의 국회의원 김학원. (1947년~)
- 2014년 - 대한민국의 정치인 류갑종. (1933년~)
- 2015년 - 대한민국의 성우 오세홍. (1951년~)
- 2018년 - 미국의 소설가 필립 로스. (1933년~)
- 2019년 - 대한민국의 정치인 박영록. (1922년~)
- 2020년
  - 대한민국의 정치인 주병덕. (1936년~)
  - 미국의 농구 선수, 농구 감독 제리 슬론. (1942년~)
- 2024년
  - 미국의 영화배우 대릴 히크먼. (1931년~)
  - 대한민국의 시인 성춘복. (1936년~)
  - 대한민국의 시인 신경림. (1936년~)
  - 대한민국의 정치인 이장희. (1935년~)
- 2025년
  - 대한민국의 공군참모총장 김상태. (1930년~)
  - 대한민국의 성우 임수아. (1951년~)
  - 미국의 영화배우 토미 리먼. (1952년~)
  - 에콰도르의 제44대 대통령 알프레도 팔라시오. (1939년~)

## 기념일
- 부처님 오신 날 - 1999년, 2018년, 2037년, 2056년, 2075년
- 국제 생물 다양성의 날
- 노예제 폐지의 날(Abolition Day): 마르티니크
- 예멘 통일 기념일(Unity Day or National Day): 예멘
- 바다의 날 (미국)(영어판): 미국
- 하비 밀크 데이: 캘리포니아주
- 애국자의 날: 캐나다

## 같이 보기
- 전날: 5월 21일 다음날: 5월 23일 - 전달: 4월 22일 다음달: 6월 22일
- 음력: 5월 22일
- 모두 보기